# Wonderful Life (film 1998)
Wonderful Life (ワンダフルライフ?, Wandafuru raifu), anche noto con il titolo internazionale After Life, è un film del 1998 diretto da Hirokazu Kore'eda.

## Trama
In una sorta di limbo, molto simile a una vecchia scuola di mattoni in una giornata perfetta d'autunno, alcune guide assistono i morti che vi giungono nella scelta del ricordo più prezioso, quello che si porteranno con sé per l'eternità. Mentre alcune persone non hanno problemi a scegliere, altri si angosciano per la decisione. Nel frattempo, il personale si riunisce per discutere di vari casi, in particolare di quelli che corrono il rischio di non recuperare un ricordo veramente gioioso.